# Kyrkomötet 2010–2013
Kyrkomötet 2010–2013 var från 2010 till 2013 kyrkomötet (mandatperiod) i Svenska kyrkan. Det ersatte kyrkomötet 2006–2009. Kyrkomötet bestod av 251 ledamöter i 13 nomineringsgrupper som valdes under kyrkovalet i Svenska kyrkan 2009.

## Presidium
- Gunnar Sibbmark, ordförande
- Karin Perers, första vice ordförande
- Lars Rydje, andra vice ordförande[1]

### Kyrkostyrelsen
- Ärkebiskopen, ordförande
- Levi Bergström, första vice ordförande
- Ingrid Smittsarve, andra vice ordförande[2]

## Nämnder

### Nämnden för utbildning, forskning och kultur
- Inger Gustafsson, ordförande
- Hakon Långström, första vice ordförande
- Ann-Sofie Persson, andra vice ordförande[2]

### Nämnden för internationell mission och diakoni
- Anders Åkerlund, ordförande
- Margareta Carlenius, första vice ordförande
- Margareta Nisser-Larsson, andra vice ordförande[2]

### Nämnden för Svenska kyrkan i utlandet
- Nils Furtenbach, ordförande
- Erik A. Egervärn, första vice ordförande
- Kerstin Björk, andra vice ordförande[2]